# アレクセイ・ルイコフ

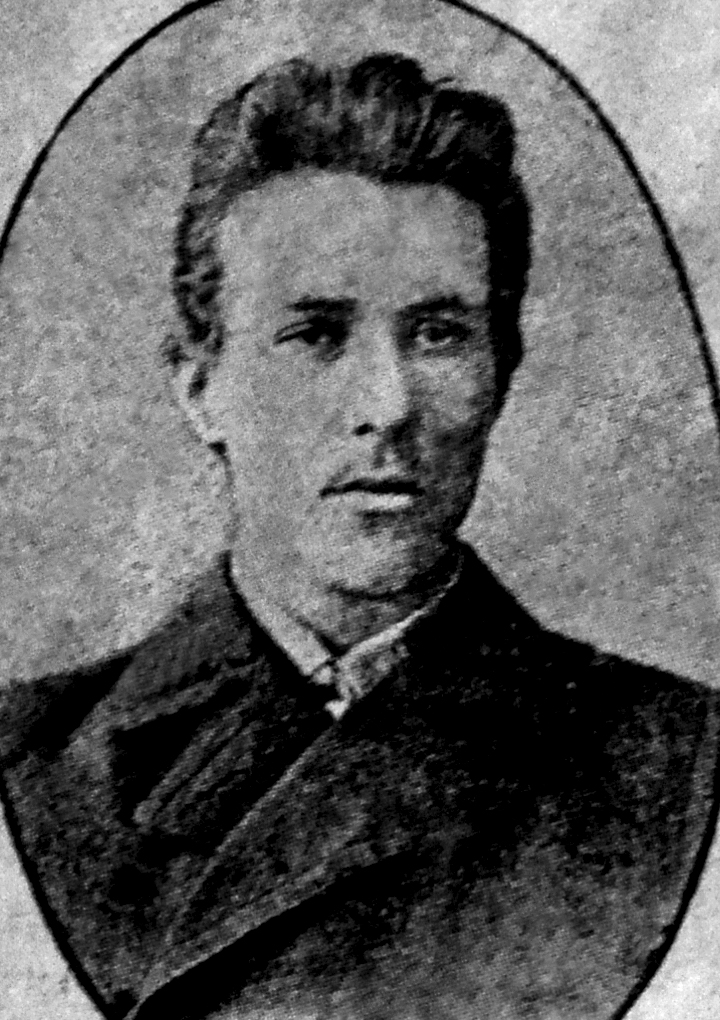
若き日のルイコフ（1900年ごろ）

アレクセイ・イヴァーノヴィチ・ルイコフ（ロシア語: Алексе́й Ива́нович Ры́ков、ラテン文字転写の例：Aleksei Ivanovich Rykov、1881年2月25日（ロシア暦2月13日） - 1938年3月15日）は、ロシア帝国の革命家及びソビエト連邦の政治家。行政・経済実務に優れた手腕を発揮し、ウラジーミル・レーニンの死後に人民委員会議議長（首相）となるが、ヨシフ・スターリンとの権力闘争に敗北して粛清された。

## 生涯
1881年2月13日、ロシア帝国サラトフ県の農奴の家庭に生まれる。1898年、ロシア社会民主労働党に入党し、1903年の第2回党大会で同党がレーニン率いるボリシェヴィキとメンシェヴィキに分裂すると、ボリシェヴィキに参加する。以後、サンクトペテルブルクとモスクワにおける組織のまとめ役として活動し、1905年の第一次ロシア革命で活躍する。同年メンシェヴィキがボイコットした第3回ロンドン党大会、第4回統一党大会、1906年のコペンハーゲン大会で中央委員に選出される。ロンドンで開催された第5回党大会では投票権の無い幹部会員（後の政治局員候補に相当）に選出された。
1908年から1909年にかけて、レーニンとアレクサンドル・ボグダーノフとの間に起こった論争ではレーニンを支持し、1909年6月にパリで行われた会合でボグダーノフを中央委員会などから排除した。1912年、レーニンと意見の相違（ルイコフはメンシェヴィキとの調停的な立場を取っていた）から分派活動を試みたが、シベリアに流刑となる。
1917年、ロシア革命（二月革命）が勃発。ルイコフはシベリアから戻りボリシェヴィキに復党する。ペトログラードおよびモスクワ・ソビエト代議員に選出される。1917年、第六回党大会で中央委員に選出される。またこの間、モスクワ軍事革命委員会委員にも就任している。
1917年10月の十月革命でボリシェヴィキが権力を掌握しソビエト政権が樹立されると、ルイコフは内務人民委員（内務大臣）に就任する。10月29日（ユリウス暦）、国有鉄道労働組合執行委員会（Vikzhel）はボルシェヴィキが他の社会主義諸政党との連立政権樹立を要求し、この要求が入れられない場合は全国規模のストライキを実行するとの声明を出した。党内ではグリゴリー・ジノヴィエフ、レフ・カーメネフらが鉄道ストを回避すべく妥協を主張した。ルイコフもこれに同調し、中央委員会は交渉の開始を決定した。しかし、10月30日に臨時政府首相アレクサンドル・ケレンスキーとピョートル・クラスノフ将軍の率いる軍をプルコヴォの戦闘で破ったことで情勢は一変し交渉は打ち切られた。11月、ルイコフと、ジノヴィエフ、カーメネフ、ウラジーミル・ミリューチン、ヴィクトル・ノギンら「全社会主義政府」の支持者は、党中央委員会および政府の役職を辞任した。
1918年4月3日、ルイコフは最高国民経済会議（en:Supreme Soviet of the National Economy、ヴェセンハ）議長としてソビエト政権に復帰する。ルイコフは内戦期における国民経済の管理運営に辣腕を振るった。1919年7月5日、再編された軍事革命評議会議員に選出される。同年7月から1921年8月まで労働防衛評議会特別代表を務め、赤軍に対する食糧供給問題を農村からの食糧強制徴発を実行することで解決した。1920年4月5日、第9回党大会で中央委員・組織局員に選出された。
内戦におけるソビエト政権の勝利が確実視されるようになると、1921年5月28日、ルイコフは最高国民経済会議議長を辞任した。これに先立つ5月26日、レーニンの下でロシア連邦社会主義共和国労働防衛評議会副議長に選出される。レーニンの健康不安に伴い、12月29日に共和国人民委員会議議長代理（副首相）に就任する。1922年4月3日、11回党大会で政治局員に選出される。1922年12月、ソビエト社会主義共和国連邦が成立し、これに伴う政府再編成により、ソ連最高会議国民経済委員会議長、翌1923年7月6日にはソ連人民委員会議議長代理（副首相）に任命される。

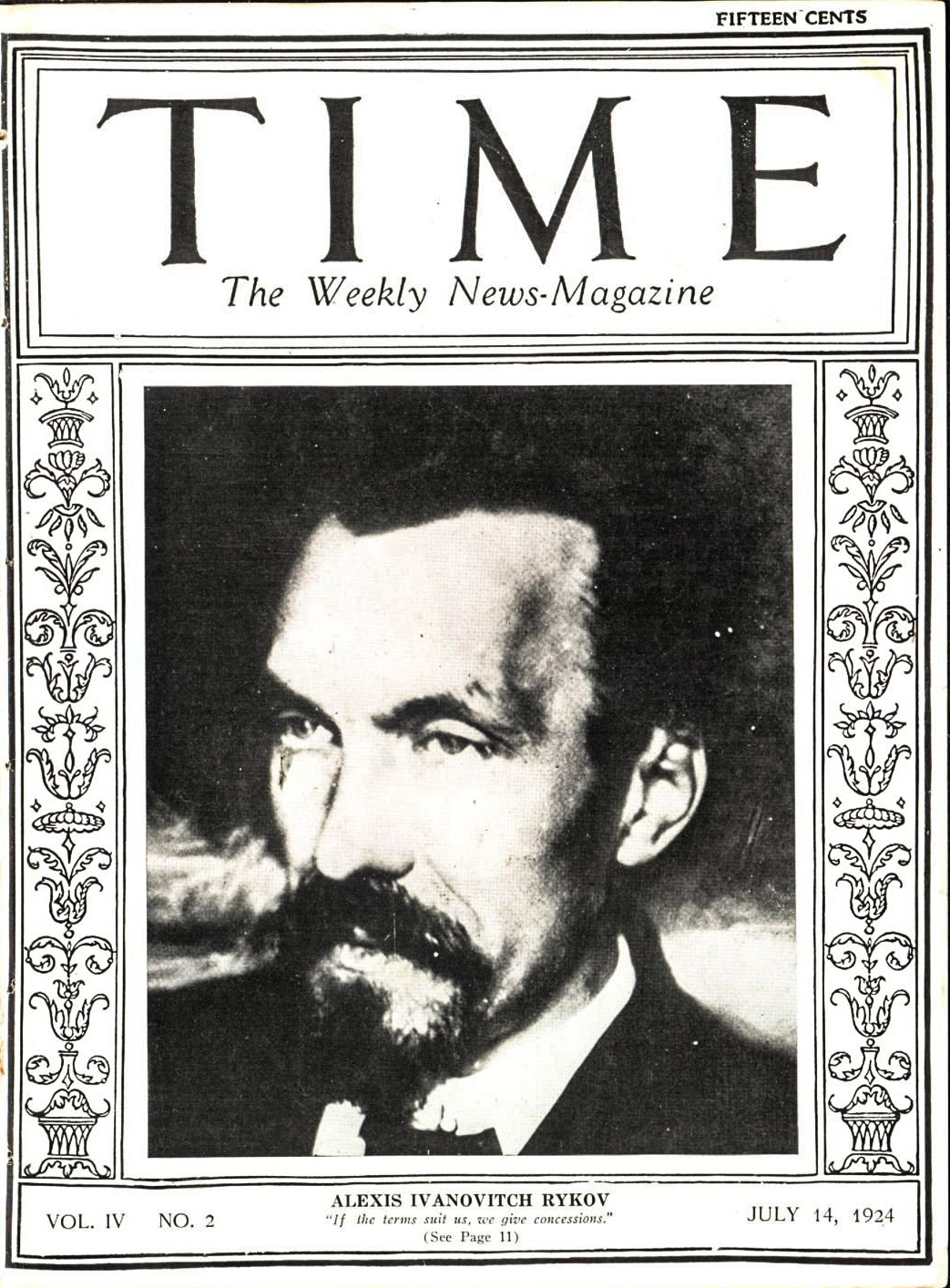
1924年のタイム誌の表紙

1924年1月21日、レーニンが死去すると、ルイコフは後任の人民委員会議議長に就任する。2月2日にはロシア連邦共和国首相に就任した。また、レーニンが兼務していたソ連労働党防衛会議議長職には、カーメネフが就任した。
ルイコフは1920年代のソ連共産党内でニコライ・ブハーリン、ミハイル・トムスキーとともに党内右派を形成し、戦時共産主義の後、新経済政策（NEP）を実施し部分的に市場経済を導入することによってソ連経済の回復を図った。1923年から1924年にかけてレーニンの後継をめぐる権力闘争の中で、ルイコフら右派は、党書記長のスターリン、ジノヴィエフ、カーメネフの「三人組（トロイカ）」と同盟を組み、トロツキーら左派と対決、トロツキーの失脚に成功した。しかしトロツキー失脚後、権力を集中させるスターリンに対して、ジノヴィエフ、カーメネフは1925年に「新しい反対派」を結成し反スターリンの立場からトロツキーとも連携し「合同反対派」を形成するに至った。ルイコフ、ブハーリン、トムスキーの右派はスターリンを支援し、1926年から1927年にかけて闘争を繰り広げスターリン支持派が勝利した。1925年12月第14回党大会でカーメネフはソ連労働防衛会議議長を解任され、1926年1月19日にルイコフは後任の議長に就任した。
しかし、スターリンと右派の蜜月も統合反対派の失脚により終焉を迎える。1927年12月、スターリンは工業化と農業の集団化を中心とする急進的な政策を採択するに至って、ルイコフ、ブハーリンらはスターリンと衝突する。1928年、両派は闘争を繰り広げたが、1929年の2月から4月に右派は敗れ、11月には自己批判を余儀なくされた。ルイコフは1929年5月18日にロシア連邦共和国首相職を解任されたが、人民委員会議議長、労働防衛会議議長職は保持した。しかし1930年12月に再度の自己批判のあとに政治局員を解任され、人民委員会議議長、労働防衛会議議長も辞任した（後任はヴャチェスラフ・モロトフ）。
党中央委員には留まったルイコフは1931年5月30日、郵便電信人民委員に就任する。1934年2月10日、投票権の無い党中央委員候補に降格される。1936年、第二次モスクワ裁判の結果、ジノヴィエフ、カーメネフが処刑され、トムスキーは自殺したが、この時点ではルイコフは人民委員を解任されたものの中央委員候補として中央委員会に籍を置いていた。しかし、それも長くは続かず、スターリンによる大粛清の嵐が吹き荒れる中、1937年についにルイコフはブハーリンとともに共産党を除名され、逮捕された。
1938年3月、第三次モスクワ裁判の結果、ルイコフ、ブハーリン、ゲンリフ・ヤゴーダ、ニコライ・クレスチンスキー、クリスチャン・ラコフスキーはトロツキーと共謀してスターリン追放構想を計画したという罪状をでっち上げられて有罪となり、3月15日に銃殺された。
ペレストロイカの開始に伴い、ルイコフはブハーリンとともに再評価されることとなり、1988年、彼の死後50年を待って、名誉回復と党員資格回復がなされた。